# Raise Your Hands
Raise Your Hands ist das erste Live- und Videoalbum der deutschen Band Reamonn. Es wurde am 10. September 2004 veröffentlicht. Das Album enthält Liveversionen der Titel aus den Studioalben Tuesday, Dream No.7 und Beautiful Sky. Am 22. Oktober 2004 erschien die DVD zum Livealbum.

## Tracks
Alle Lieder wurden von Reamonn selbst geschrieben.
1. Stripped – 3:27
2. Swim – 5:15
3. Star – 5:30
4. Strong – 5:09
5. Supergirl – 4:09
6. Place of No Return (In Zaire) – 4:37
7. Promised Land – 5:29
8. Life Is a Dream – 5:35
9. Pain – 6:58
10. Josephine – 4:26
11. Beautiful Sky Intro – 3:06
12. Beautiful Sky – 4:50
13. Alright – 9:50
14. Sunshine Baby (feat. Maya) – 4:04

## Chartplatzierungen
| ChartsChartplatzierungen | Höchstplatzierung | Wochen |
| ------------------------ | ----------------- | ------ |
| Deutschland (GfK)        | 7 (10 Wo.)        | 10     |
| Österreich (Ö3)          | 33 (4 Wo.)        | 4      |
| Schweiz (IFPI)           | 20 (6 Wo.)        | 6      |